# Корогодский, Овсей Гершанович
Овсей Гершанович Корогодский (19 июля 1902, Шпола, Звенигородский уезд, Киевская губерния — 11 сентября 1980, Москва) — советский военный историк, полковник. Доктор исторических наук, профессор.
В РККА с 1920 года. Участник Великой Отечественной войны, награждён двумя орденами Красного Знамени (1944, 1950), орденом Красной Звезды (1945), орденом Ленина (1945), орденом Отечественной войны II степени (1945), медалями. Профессор Артиллерийской академии имени Ф. Э. Дзержинского в Москве.
Автор трудов по истории вооружённых сил СССР, международного рабочего движения и КПСС.

## Семья
- Жена — Густа Матусовна Ситняковская (1902—1969)[3]. 
  - Дочь — Нинель Евсеевна Пажи (1924—2001). Её муж — Давид Григорьевич Пажи (1921—1994), химик-технолог, доктор технических наук.
- Племянники — Ролан Антонович Быков, актёр и режиссёр; Героним Антонович Быков (1926—2006), доктор медицинских наук, профессор.

## Публикации
- Военно-политический союз рабочего класса и крестьянства в годы гражданской войны. М.: Артакадемия, 1940.
- Первый период гражданской войны (В помощь изучающим историю ВКП(б)). М.: Артакадемия, 1940.
- Сталин и Красная армия (Лекция в помощь изучающим историю ВКП(б)). М.: Артакадемия, 1940.
- Единоначалие в Красной Армии. М.: Артакадемия, 1943.
- Тринадцатый съезд РКП(б). М.: Госполитиздат, 1949 и 1950.
- Trzynasty Zjazd RKP(b) (на польском языке). Варшава: Książka i wiedza, 1950.
- Тринадесетият конгрес на РКП(б). София: Изд-во на Българската ком. партия, 1950.
- Třináctý sjezd KSR(b), 1924 (на чешском языке). Прага: Svoboda, 1951.
- Az Oroszországi Kommunista (bolsevik) Párt XIII. Kongresszusa (на венгерском язык). Будапешт: Szikra, 1953.
- Июньский (1963 г.) Пленум Центрального Комитета КПСС и его историческое значение (Материал для подготовки методического пособия в помощь лектору, с В. Агеевым). М.: Московское городское отделение общества «Знание» РСФСР, 1963.
- Русская секция I Интернационала. М., 1964.